# Jon Monnard
Jon Monnard, né le 15 mai 1989 à Vevey, est un écrivain et artiste suisse.

## Biographie
Jon Monnard, Jonathan Monnard au civil,, naît le 15 mai 1989 à Vevey.  
Il grandit à Châtel-Saint-Denis, dans le canton de Fribourg. Il perd sa mère d'un cancer du sein alors qu'il est âgé de 12 ans. 
Il fait un apprentissage de libraire, puis obtient un baccalauréat universitaire en marketing et communication. 
Il écrit ses premières nouvelles dès l’âge de 13 ans et gagne plusieurs concours d’écriture. Après une formation de libraire, il intègre une école de marketing et de communication.
En 2017, il sort son premier roman Et à la fois je savais que je n’étais pas magnifique, publié aux éditions l’Âge d’Homme et préfacé par l’écrivain français Philippe Besson,,. Le roman raconte l’histoire d’un jeune garçon étudiant dans une école d’art. Il remporte un concours d’écriture et se retrouve propulsé dans le milieu de la mode parisien. Il commence à prendre goût à tout ce qui lui répugnait jusqu'à provoquer sa chute.  
En septembre 2017, il est lauréat d'une bourse d’encouragement à la création littéraire de l’État de Fribourg pour son deuxième roman à paraître.
Le 14 septembre 2024, il produit une création originale intitulée Libre sous des ciels lourds. La performance est donnée sur la scène du Nouveau Monde à Fribourg avec la musicienne Noria Lilt. Mélange de sonorités électroniques, sous un fond de vidéos 3D, le texte parle de la filiation dans un genre horrifique et une ambiance étrange et mystérieuse. Jon Monnard gère aussi la direction artistique,.  

## Publications

### Roman
- Et à la fois je savais que je n'étais pas magnifique, éditions L'Âge d'Homme, 2017[15].

### Dans des catalogues
- Sans titre publié dans le catalogue et enregistré pour l'exposition Rupture[16] au Musée d'Art et d'Histoire de Fribourg, 2021
- Un monde entre parenthèse, sur l'Histoire du naturisme en Suisse au XXème siècle, publié dans le catalogue Paradis naturistes[17] aux éditions de la Martinière pour l'exposition au Mucem[18], 2024

### Autres
- OSR Premier siècle, nouvelle pour le centenaire de l'Orchestre de la Suisse romande, 2018
- Chez tes parents, texte pour le podcast VOXXX[19] créé par Olympe de G.
- Magazine Athletica[20], 2023
- Revue Profane n°16[21], n°17[22], n°18[23], 2023-2024